# 毛果黄杨
毛果黄杨（学名：Buxus hebecarpa）为黄杨科黄杨属的植物，为中国的特有植物。分布于中国大陆的四川等地，生长于海拔1,500米至2,000米的地区，多生在林中以及岩石上，目前尚未由人工引种栽培。